# 729

## Decese
- Theodor I, duce de Neapole din 719 (n. ?)